# カディーム・アレン
カディーム・フランク・アレン  (Kadeem Frank Allen   ,   1993年1月15日 - )は、アメリカ合衆国・ノースカロライナ州ウィルミントン出身のバスケットボール出身。

## 来歴
2年次までハッチンソン・コミュニティ大学でプレイした後、3年次にアリゾナ大学へ編入。4年次にオールPac-12セカンドチーム、オールディフェンシブチームに選出された。2017年のNBAドラフトでボストン・セルティックスに全体53位で指名され、7月19日に2ウェイ契約を結んだ。

### ヨーロッパでのキャリア

#### JLブール（2020-2021）
2020年7月20日、LNBとユーロカップに所属するJLブールとの契約が発表された。国内リーグでは6試合に出場し、1試合平均17.3分の出場で、8.8得点、2.5アシスト、1.8リバウンド、1.2スティール、フィールドゴール成功率64.5パーセント、スリーポイント成功率36.4パーセント、フリースロー成功率90.0パーセント、ユーロカップでは9試合に出場し、1試合平均18.2分の出場で、9.6得点、2.7アシスト、1.7リバウンド、1.2スティール、フィールドゴール成功率50.0パーセント、スリーポイント成功率41.2パーセントという成績を残した。

#### ハポエル・ハイファB.C.（2021-）
2021年6月19日、イスラエル・バスケットボール・プレミアリーグに所属するハポエル・ハイファBCとの契約が発表された。国内リーグでは27試合に出場し、1試合平均29.5分の出場で、13.9得点、3.7リバウンド、3.4アシスト、1.8スティールという成績を残した。